# Университет Кёнсон — Национальный университет Пугён (станция метро)
«Кёнсондэ — Пугёндэ» (кор. 경성대 · 부경대) — станция 2-й линии Пусанского метрополитена. Находится в Тэён-доне района Намку Южной Кореи.
Как следует из названия, поблизости от станции расположены территории кампусов университета Кёнсон (кор. 경성대 Кёнсондэ) и университета Пугён (кор. 부경대 Пугёндэ).
Станция начала обслуживание пассажиров одновременно с открытием 2-й линии Пусанского метрополитена 8 августа 2001 года.
Станция представляет собой две платформы по обе стороны железнодорожных путей. На станции установлены платформенные раздвижные двери.

## Пассажиропоток[1]
| направление                | пассажиры / год | пассажиры / год | пассажиры / год | пассажиры / год | пассажиры / год | пассажиры / год | пассажиры / год | пассажиры / год | пассажиры / год | пассажиры / год | пассажиры / год | пассажиры / год | пассажиры / год | пассажиры / год |
| направление                | 2002            | 2003            | 2004            | 2005            | 2006            | 2007            | 2008            | 2009            | 2010            | 2011            | 2012            | 2013            | 2014            | 2015            |
| -------------------------- | --------------- | --------------- | --------------- | --------------- | --------------- | --------------- | --------------- | --------------- | --------------- | --------------- | --------------- | --------------- | --------------- | --------------- |
| 2-я линия Пусанского метро | 14177           | 15240           | 14832           | 14314           | 13699           | 13060           | 15049           | 15899           | 16967           | 18009           | 18229           | 18698           | 19193           |                 |